# Roots Bloody Roots
Roots Bloody Roots è un singolo del gruppo musicale brasiliano Sepultura, pubblicato nel 1996 ed estratto dall'album Roots.

## Video musicale
Il video musicale è stato diretto da Thomas Mignone e girato presso le catacombe della città di Salvador, in Brasile.

## Tracce
CD 1
1. Roots Bloody Roots
2. Procreation (Of the Wicked) – cover dei Celtic Frost
3. Refuse/Resist (Live)
4. Territory (Live)

CD 2
1. Roots Bloody Roots
2. Procreation (Of the Wicked) – cover dei Celtic Frost
3. Propaganda (Live)
4. Beneath the Remains/Escape to the Void (Live)

Vinile 7"
1. Roots Bloody Roots
2. Symptom of the Universe – cover dei Black Sabbath

## Classifiche
| Classifica (1996)          | Posizione massima |
| -------------------------- | ----------------- |
| Australia                  | 44                |
| Belgio (Vallonia)          | 31                |
| Finlandia                  | 2                 |
| Francia                    | 26                |
| Germania                   | 42                |
| Irlanda                    | 27                |
| Norvegia                   | 20                |
| Paesi Bassi                | 35                |
| Regno Unito                | 19                |
| Regno Unito (rock & metal) | 1                 |
| Svezia                     | 14                |